# Italià central
L'italià central (italiano centrale o mediano) és un grup de dialectes italoromàniques parlats en Laci, Úmbria, Marques i en una petita part dels Abruços, a la Itàlia central. Les diferències entre aquests dialectes són lleus; tots aquests dialectes estan estretament relacionats amb el toscà i són mútuament intel·ligibles amb l'italià estàndard. Són dialectes italians que no s'han vist afectats pel substrat lingüístic.
La lingüística romànica tradicional considera l'italià central com una llengua diferenciada de l'italià estàndard, ja que aquests dialectes no deriven del toscà i tenen diferències gramaticals notables, tot i que a Itàlia se'ls consideri dialectes de l'italià.⁶

## Exemple d'un text en italià central
| Italià central (romanesc)                 | Italià central (perugino)                       | Italià standard                                     | Català                                                |
| ----------------------------------------- | ----------------------------------------------- | --------------------------------------------------- | ----------------------------------------------------- |
| Aò, anvedi chi sta a 'rivà!               | O, vé chi sta a 'rivà!                          | Ehi, guarda chi sta arrivando!                      | Ei, mira qui està arribant!                           |
| Stò a 'nnà ar cinema co l'amici mia.      | Sto gì al cinema nchi amici mia.                | Sto andando al cinema con i miei amici.             | Vaig al cinema amb els meus amics.                    |
| Ieri ho pijato na bira ar bare.           | Iere ho piat na birra dal bar.                  | Ieri ho preso una birra al bar.                     | Ahir vaig prendre una birra al bar.                   |
| Ma nô sapevi che tu fija n'è ita a scola? | Ma nne l' sapeve che la tu fia n'è ita a scola? | Ma non sapevi che tua figlia non è andata a scuola? | Però no sabies que la teva filla no ha anat a escola? |

## Dialectes
L'italià central es divideix en els següents dialectes:
- Marchigià (part central de Marques)
- Perusí (part central, nord-est i oest de la província de Perusa)
- Dialectes de sud-est de Úmbria
- Sabià (L'Aquila, Tagliacozzo, Província de Rieti) i Sabine Romana.
- Viterbese (Província de Viterbo)
- Romanesc (Roma i entorn)
- Laziale central i septentrional (Castells Romana, Nord-Oest de les Províncies de Frosinone i Llatina)
  - Giudeo-Romanesc